# Heinrich Roth
Heinrich Roth (18 de dezembro de 1620 em Dillingen an der Donau – 20 de junho de 1668 em Agra; também conhecido como Henricus Rodius ou Henrique Roa) era um missionário e pioneiro no estudo do sânscrito.
Foi enviado para a Índia em 1649.